# Espresso (singel)
Espresso – singel polskiego rapera Kizo z albumu studyjnego Posejdon. Singel został wydany 30 lipca 2020 roku. Tekst utworu został napisany przez Patryka Wozińskiego.
Nagranie otrzymało w Polsce status platynowej płyty w 2021 roku.
Singel zdobył ponad 12 milionów wyświetleń w serwisie YouTube (2023) oraz ponad 7 milionów odsłuchań w serwisie Spotify (2023).

## Nagrywanie
Utwór został wyprodukowany przez MØJI. Za mix/mastering utworu odpowiada EnZU. Tekst do utworu został napisany przez Patryka Wozińskiego.

## Twórcy
- Kizo – słowa[1][2]
- Patryk Woziński – tekst[1]
- MØJI – produkcja[1][2]
- EnZU – mix/mastering[1][2]

## Certyfikaty
| Kraj          | Certyfikat      |
| ------------- | --------------- |
| Polska (ZPAV) | platynowa płyta |